# 小約翰·哈珀
小約翰·勞倫斯·哈珀（日语： John Lawrence Jr. Harper，2003年2月9日—）是日本的職業籃球選手。出身於沖繩縣，現效力B聯賽的澀谷陽光搖滾，擔任控球後衛。

## 經歷
他自沖繩市立胡差中學畢業後升學至福岡第一高等學校，並於高三時入選U-16日本代表隊。同年，率領球隊達成全國高等學校綜合體育大會與全國高中籃球錦標賽雙料冠軍。
2021年1月，他與琉球黃金國王簽下特別指定球員合約。
2021年2月6日，在沖繩市體育館對陣Levanga北海道的比賽中，以 17歲11個月28天 的年齡登場，打破了高中學長 河村勇輝當時所保持的 B聯盟最年輕出場紀錄。隔天的比賽中，他命中罰球，以 17歲11個月29天 創下最年輕得分紀錄
2023年1月，他被登錄為 群馬雷鶴的特別指定選手。
2024年1月，他被登錄為澀谷陽光搖滾的特別指定選手。

## 來源
1. 1 2  . 琉球新報社. 2020-08-27.
2. 1 2  . テレビ東京スポーツ. 2021-02-07  [2025-04-16].
3. ↑   (新闻稿). 琉球黃金國王. 2021-01-26  [2025-04-16].
4. ↑  . 籃球之王. 2021-02-07  [2025-04-16].
5. ↑  . 澀谷陽光搖滾. 2024-01-16  [2025-04-16].

## 外部連結
- 小約翰·哈珀在fiba.basketball（英语）
- 小約翰·哈珀在B聯賽（日语）
- 小約翰·哈珀在Eurobasket.com（球員）（英语）
- 小約翰·哈珀在Proballers（英语）
- 小約翰·哈珀在RealGM（英语）
- 小約翰·哈珀在Flashscore（英语）